# الأساطير في فرنسا

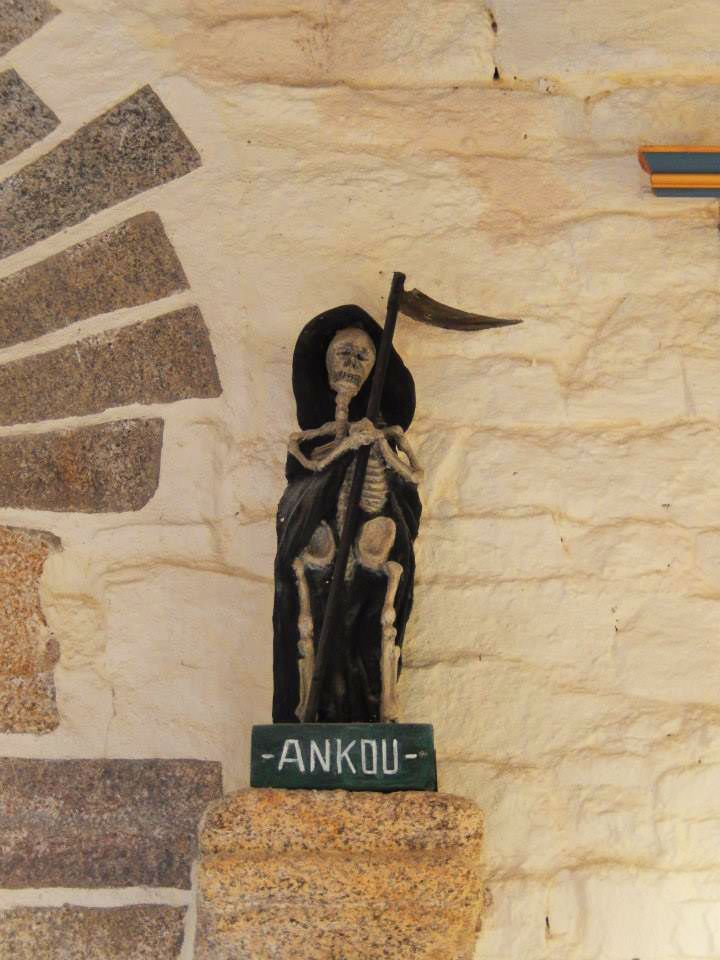
Ankou, chapelle de St Fiacre au Cabellou en Concarneau

الأساطير في فرنسا (بالإنجليزية: Mythology in France)‏ الحالية، تشمل أساطير الغال والفرنجة والنورمان والبرتونيين وغيرهم من الشعوب التي تعيش في فرنسا، وتلك القصص القديمة عن الكائنات الإلهية أو البطولية التي اعتقدت هذه الثقافات المحددة أنها صحيحة والتي غالبًا ما توظف أحداثًا خارقة للطبيعة أو شخصيات لتفسير طبيعة الكون والإنسانية. تأثرت الأسطورة الفرنسية في المقام الأول بأساطير وخرافات الغاليين [الإنجليزية] (أو القلطيين) والبرتونيين أثناء هجرتهم إلى المنطقة الفرنسية من إنجلترا وأيرلندا الحديثة. جاءت التأثيرات الأصغر الأخرى التي طورت الأساطير الفرنسية من الفرنجة.

## تاريخ الأسطورة في فرنسا
قبل مارس 1790، قسمت فرنسا إلى 34 مقاطعة كانت موجودة بشكل مستقل عن بعضها البعض. كانت جميع المقاطعات تعمل في ظل نظام الملك، لكن لم تكن هناك مواطنة قومية أو دولة قومية شاملة. تمت تسوية معظم المقاطعات من قبل عدة مجموعات عرقية مختلفة. على هذا النحو، طورت معظم المقاطعات معتقداتها وعاداتها الأسطورية المتميزة. أدت هذه التقسيمات الجغرافية التاريخية إلى تنوع كبير في الأساطير والخرافات التي بقيت عبر فرنسا المعاصرة.
غاليا، المتميزة اشتقاقيًا عن بلاد الغال، على الرغم من استخدام لغة مشتركة بالتبادل، كان الاسم الذي أطلقه الرومان على فرنسا المعاصرة، ويتألف من أرض تمتد من ساحل البحر الأبيض المتوسط بفرنسا إلى جبال البرانس. كان بلاد الغال مستوطنة من قبل العديد من المجموعات العرقية، ومعظمهم من سلالة شعوب السلتيك، والمعروفة باسم قبائل الغال. طورت هذه القبائل الغالية أشكالًا مميزة من الثقافة الغالية الرومانية بعد إقالة الرومان في بلاد الغال في القرن الثاني. عندما بدأت الإمبراطورية الرومانية الغربية في الانهيار، بدأ المهاجرون الألمان الذين أصبحوا يعرفون باسم الفرنجة في ممارسة نفوذهم على غرب فرنسا. شارك الفرنجة العديد من العادات والخرافات مع شعوب جرمانية أخرى، ونشروا العديد من طقوسهم الطبيعية ومعتقداتهم في جميع أنحاء غرب فرنسا.